# Yersinia
Yersinia is een geslacht uit de familie Enterobacteriaceae. Yersinia bevat een tiental soorten die bij de mens worden geïsoleerd.
Drie soorten zijn dierlijke parasieten die ook de mens kunnen besmetten:
- Yersinia pestis is de veroorzaker van de pest.
- Yersinia enterocolitica is de veroorzaker van valse acute appendicitis.
- Yersinia pseudotuberculosis

Van sommige soorten is de virulentie twijfelachtig of ze hebben geen pathologische betekenis:
- Yersinia frederiksenii
- Yersinia intermedia
- Yersinia kristensenii
- Yersinia bercovieri
- Yersinia mollaretii
- Yersinia ruckeri
- Yersinia rohdei

Yersinia is in 1944 als nieuw geslacht voorgesteld door Johannes Jacobus van Loghem sr.. De pestbacterie was tot dan ingedeeld bij het geslacht Pasteurella als Pasteurella pestis. De naam Yersinia verwijst naar Alexandre Yersin (1863-1943), de Zwitserse arts die de pestbacterie ontdekte.